# Minas de Yacucate
Minas de Yacucate es un caserío peruano ubicado en el distrito de Ayabaca, perteneciente a la provincia homónima del departamento de Piura, al norte del Perú. 

## Ubicación
Minas de Yacucate se ubica al noreste de la provincia de Ayabaca, en el distrito de Ayabaca, en el departamento de Piura.

## Demografía
En 2017 Minas de Yacucate tenía una población de 104 habitantes.
| Gráfica de evolución demográfica de Minas de Yacucate entre 1993 y 2017 |
|                                                                         |
| Fuentes: Población 1993 y 2017                                          |